# Faralló de Cala Gat
Faralló de Cala Gat ist eine zu Spanien gehörende Insel im Mittelmeer.
Sie liegt etwa 100 Meter südöstlich vor dem zur Insel Mallorca gehörenden Kap Punta de Cala Gat und ist Teil des Gebiets der Gemeinde Capdepera. Nordwestlich der Insel liegt die namensgebende Bucht Cala Gat. Faralló de Cala Gat ist unbewohnt und hat in Nord-Süd-Richtung eine Ausdehnung von etwa 50 Meter bei einer Breite in West-Ost-Richtung von bis zu 20 Metern. Auf der Nordseite ist ihr eine kleine Klippe vorgelagert. Die felsige Insel ist weitgehend ohne Bewuchs und erreicht eine Höhe von bis zu sechs Metern.

## Quelle
- Karte Mallorca North, Editorial Alpina, SL